# Famille Belegno
 (avril 2023).
 (mai 2015).
La famille Belegno (ou Bellegno) s'appela auparavant Selvo et fut originaire de Bergame. Elle donna des tribuns et le doge Domenico Selvo en 1071. C'est lui qui changea de nom pour un motif inconnu.

## Historique
La famille vient à Venise à la fin du IXe siècle et s'est agrégée à la noblesse au XIIIe siècle à la recommandation d'un empereur de Trébizonde, où elle parait avoir son origine, ce qui pose question sur la noblesse du doge. 
Elle fait construire l'Église San Bartolomeo, d'abord dédiée à saint Dimitri.
La famille s'éteignit en 1750 avec Paulo Antonio, procurateur de Saint-Marc. Ses héritiers sont les descendants des deux filles de Giusto Antonio, son neveu.

## Personnalités

Armes des Belegno (Venise)

Elle fournit divers procurateur de Saint-Marc.
- Filipo fut commandant général des forces publiques et soumit la ville de Zare ;
- Caterino fut ambassadeur en Espagne, tandis que Giusto siégea au Sénat.

## Armes
Les armes de la famille Belegno sont composées de six cotices ou bandes rétrécies d'argent en champ de gueules ou trois gemelles de même métal.